# Lactobacillus amylotrophicus
Lactobacillus amylotrophicus is een bacteriesoort behorende tot het geslacht Lactobacillus en valt onder de melkzuurbacteriën.
Het is een grampositieve facultatief anaërobe staafvormige bacterie.